# Albrecht Smuten

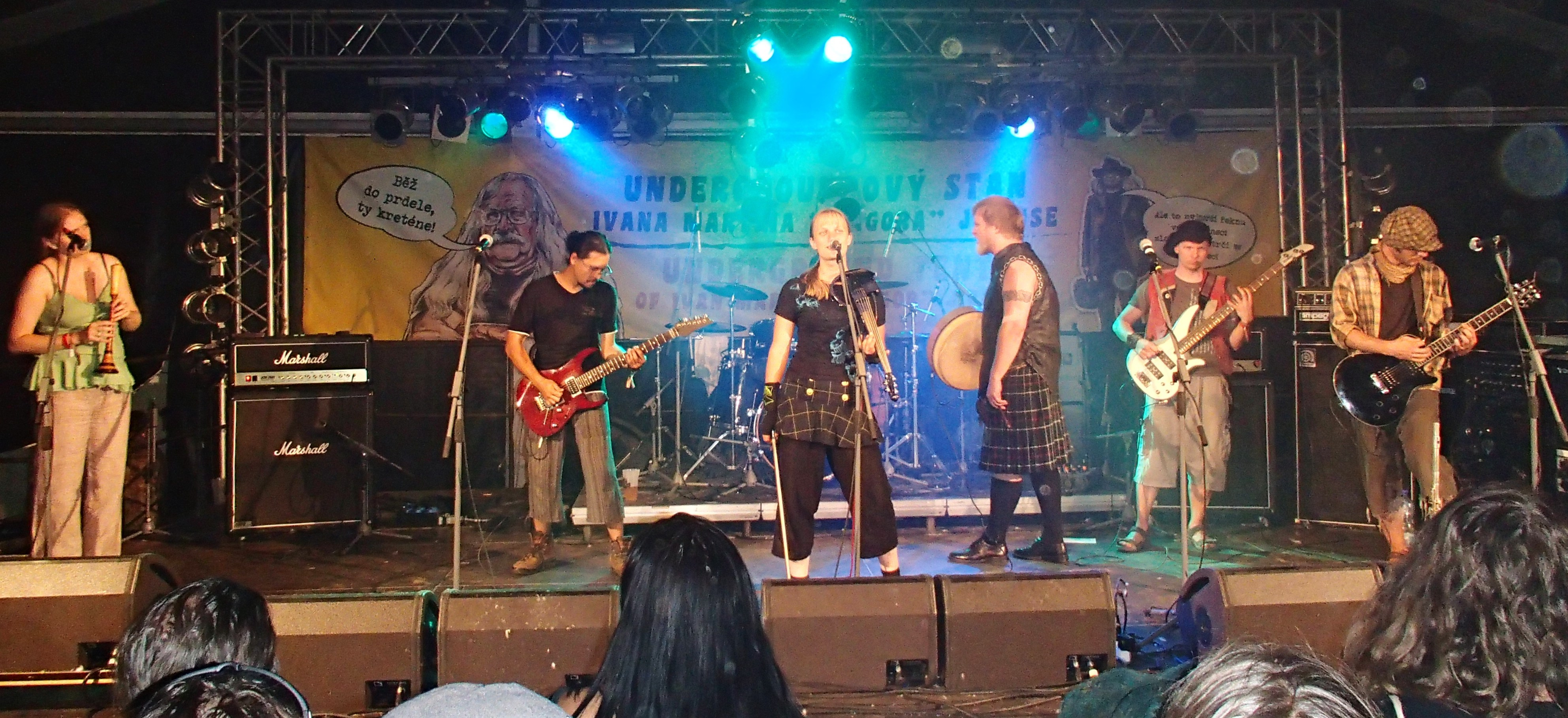
Albrecht Smuten (zcela vpravo) na pódiu jako člen skupiny Hakka Muggies v roce 2012

Albrecht Smuten, vlastním jménem Vratislav Šmelhaus (1984 – 1. února 2025), byl český komiksový ilustrátor a hudebník.
Studoval psychologii na Univerzitě Karlově a pracoval jako copywriter a grafický designér v malé reklamní agentuře. Komiksy začal publikovat na Facebooku, od roku 2019 také knižně v nakladatelství Epocha. Šlo o komiksy Pac & Pussy, Terapie masem, Kokoti z reklamky a Kapitán Chemo. V komiksu Kapitán Chemo zpracoval téma svého boje s leukémií, které na začátku roku 2025 podlehl. Za tento komiks získal Albrecht Smuten v březnu roku 2025 cenu Muriel v kategorii Nejlepší krátký komiks a o měsíc později i Magnesii Literu v kategorii Humoristická kniha. Obě ceny obdržel autor in memoriam.
Působil také jako hudebník, byl zpěvákem, textařem a skladatelem progresivní metalové skupiny Tvorba (dříve Vlastní tvorba 1984). Hrál na příčnou flétnu a elektrickou kytaru. Hrál také ve skupině Hakka Muggies.